# Pericoma fallax
Pericoma fallax és una espècie d'insecte dípter pertanyent a la família dels psicòdids que es troba a Europa: les illes Britàniques, els Països Baixos, Txèquia,Bèlgica, França, Alemanya, Itàlia i Hongria.